# Brevipalpus albus
Brevipalpus albus är en spindeldjursart som beskrevs av De Leon 1960. Brevipalpus albus ingår i släktet Brevipalpus och familjen Tenuipalpidae. Inga underarter finns listade.